# الكسندر موريس
الكسندر موريس (14 نوفمبر 1858 في نيوزيلندا - 1 أبريل 1918) (بالإنجليزية: Alexander Morris)‏ هو لاعب كريكت نيوزلندي.

## وصلات خارجية
- الكسندر موريس على موقع إي آس بي آن كريك إنفو (الإنجليزية)